# XXXXVI Korpus Pancerny (III Rzesza)
XXXXVI Korpus Pancerny (niem. XXXXVI. Panzerkorps) – jeden z niemieckich korpusów pancernych, uczestniczył w agresji na Bałkany i ataku na Związek Radziecki.
Jednostkę rozpoczęto sformować 20 czerwca 1940 roku jako XXXXVI Korpus. 1 lipca formowanie jednak przerwano, aby utworzyć 25 października 1940 roku XXXXVI Korpus Zmotoryzowany. Utworzony korpus został jednak 14 czerwca 1942 roku przemianowany na XXXXVI Korpus Pancerny (XXXXVI KPanc.). Korpus  uczestniczył w 1941 roku w agresji na Bałkany i w ataku na Związek Radziecki, gdzie walczył aż do 1944 roku. W styczniu 1945 roku został rozbity ale nie zniszczony w rejonie przyczółka baranowsko-sandomierskiego w czasie prowadzonej ofensywy zimowej przez Armię Czerwoną.
W 1945 roku walczył wraz z 3 Armią Pancerną przeciw Armii Czerwonej na Śląsku i na Pomorzu. W maju 1945 roku żołnierze XXXXVI KPanc. oddali się do niewoli aliantom zachodnim.

## Dowódcy
- gen. Hans Zorn
- gen. Hans-Karl von Esebeck
- gen. Hans Zorn
- gen. Hans Gollnick
- gen. Karl Friedrich Schulz[4]
- gen. por. Fritz Becker
- gen. Smilo Freiherr von Lüttwitz
- gen. Maximilan Felzmann
- gen. Martin Fries
- gen. Martin Gareis[5].

## Struktura organizacyjna
Skład w grudniu 1944:
- 337 Dywizja Grenadierów Ludowych
- 73 Dywizja Piechoty[6].